# Angerville-la-Martel
Pour les articles homonymes, voir Angerville et Martel.
Angerville-la-Martel est une commune française située dans le département de la Seine-Maritime, en région Normandie.

## Géographie

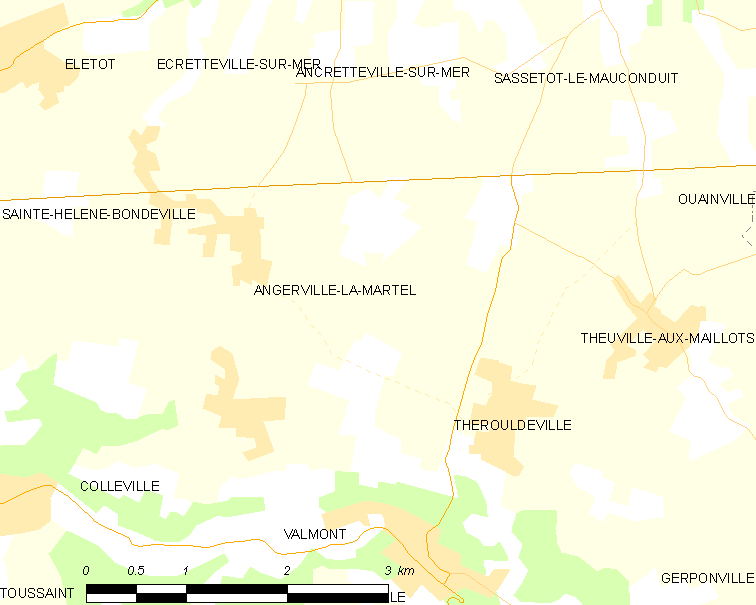
Carte de la commune.

Commune du pays de Caux située dans le canton de Fécamp.

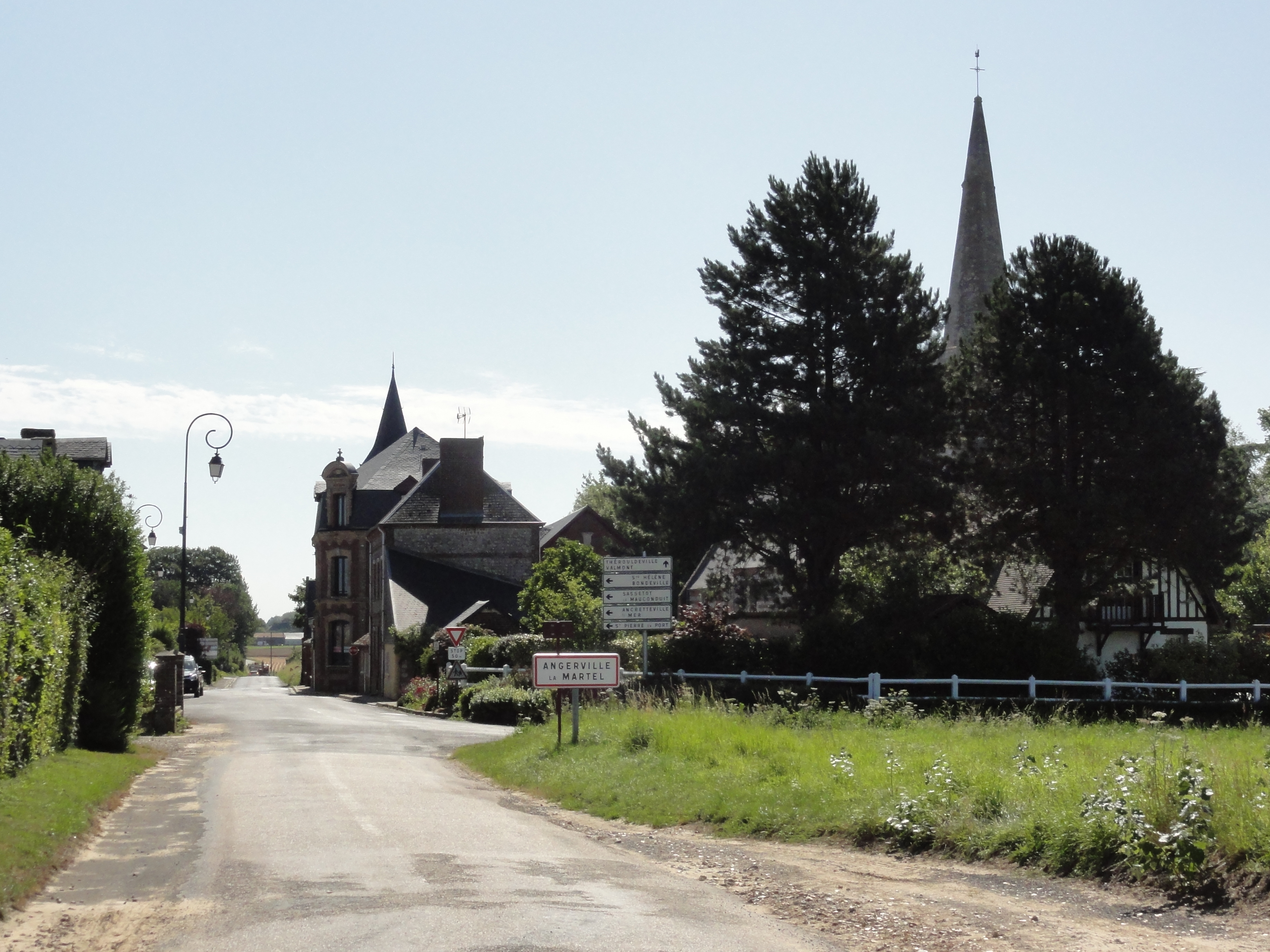
Vue d'Angerville-la-Martel.
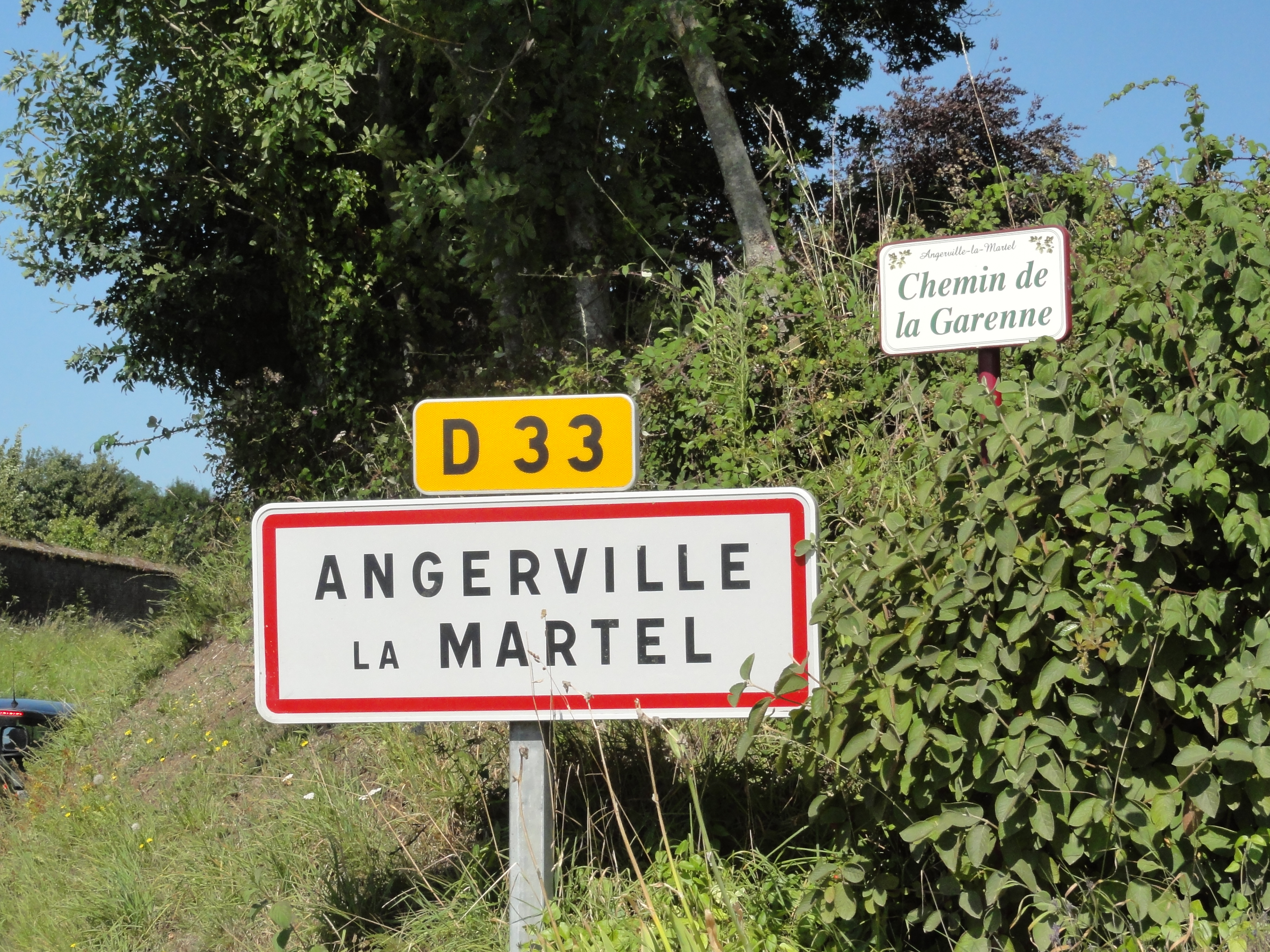
Entrée d'Angerville-la-Martel.
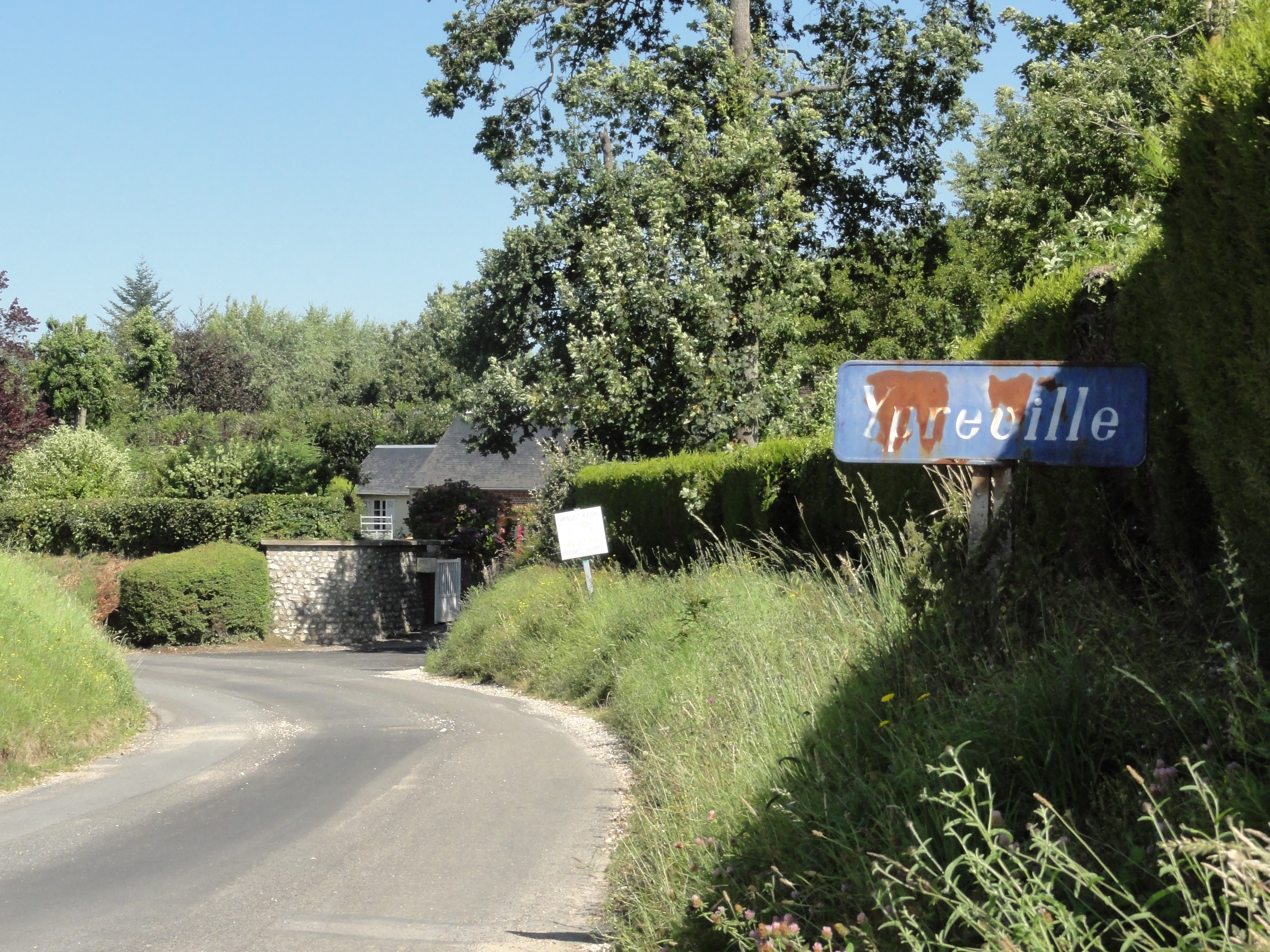
Entrée d'Ypreville.

### Hydrographie
La commune est située dans le bassin Seine-Normandie. Elle n'est drainée par aucun cours d'eau.

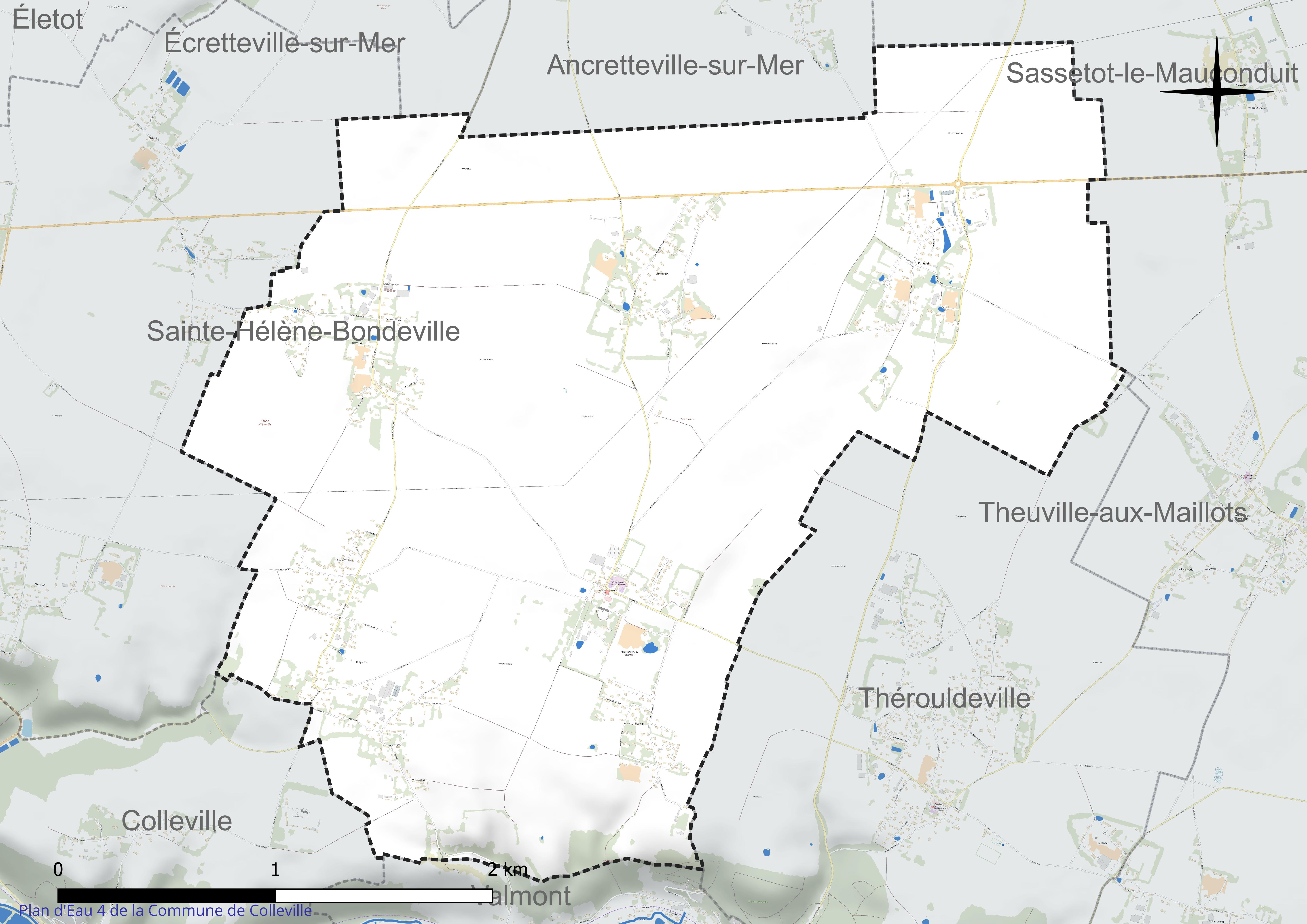
Réseau hydrographique d'Angerville-la-Martel.

### Climat
Pour des articles plus généraux, voir Climat de la Normandie et Climat de la Seine-Maritime.
En 2010, le climat de la commune est de type climat océanique franc, selon une étude du CNRS s'appuyant sur une série de données couvrant la période 1971-2000. En 2020, Météo-France publie une typologie des climats de la France métropolitaine dans laquelle la commune est exposée à un climat océanique et est dans la région climatique Côtes de la Manche orientale, caractérisée par un faible ensoleillement (1 550 h/an) ; forte humidité de l’air (plus de 20 h/jour avec humidité relative > 80 % en hiver), vents forts fréquents. Parallèlement le GIEC normand, un groupe régional d’experts sur le climat, différencie quant à lui, dans une étude de 2020, trois grands types de climats pour la région Normandie, nuancés à une échelle plus fine par les facteurs géographiques locaux. La commune est, selon ce zonage, exposée à un « climat maritime », correspondant au Pays de Caux, frais, humide et pluvieux, légèrement plus frais que dans le Cotentin.
Pour la période 1971-2000, la température annuelle moyenne est de 10,4 °C, avec une amplitude thermique annuelle de 13,4 °C. Le cumul annuel moyen de précipitations est de 960 mm, avec 13,7 jours de précipitations en janvier et 8,7 jours en juillet. Pour la période 1991-2020, la température moyenne annuelle observée sur la station météorologique la plus proche, située sur la commune d'Ectot-lès-Baons à 26 km à vol d'oiseau, est de 10,8 °C et le cumul annuel moyen de précipitations est de 905,5 mm,. Pour l'avenir, les paramètres climatiques de la commune estimés pour 2050 selon différents scénarios d’émission de gaz à effet de serre sont consultables sur un site dédié publié par Météo-France en novembre 2022.

## Urbanisme

### Typologie
Au 1er janvier 2024, Angerville-la-Martel est catégorisée commune rurale à habitat dispersé, selon la nouvelle grille communale de densité à sept niveaux définie par l'Insee en 2022.
Elle est située hors unité urbaine. Par ailleurs la commune fait partie de l'aire d'attraction de Fécamp, dont elle est une commune de la couronne,. Cette aire, qui regroupe 26 communes, est catégorisée dans les aires de moins de 50 000 habitants,.

### Occupation des sols
L'occupation des sols de la commune, telle qu'elle ressort de la base de données européenne d’occupation biophysique des sols Corine Land Cover (CLC), est marquée par l'importance des territoires agricoles (92,3 % en 2018), en diminution par rapport à 1990 (97 %). La répartition détaillée en 2018 est la suivante : 
terres arables (76,1 %), zones agricoles hétérogènes (11 %), zones urbanisées (7 %), prairies (5,2 %), forêts (0,7 %). L'évolution de l’occupation des sols de la commune et de ses infrastructures peut être observée sur les différentes représentations cartographiques du territoire : la carte de Cassini (XVIIIe siècle), la carte d'état-major (1820-1866) et les cartes ou photos aériennes de l'IGN pour la période actuelle (1950 à aujourd'hui).

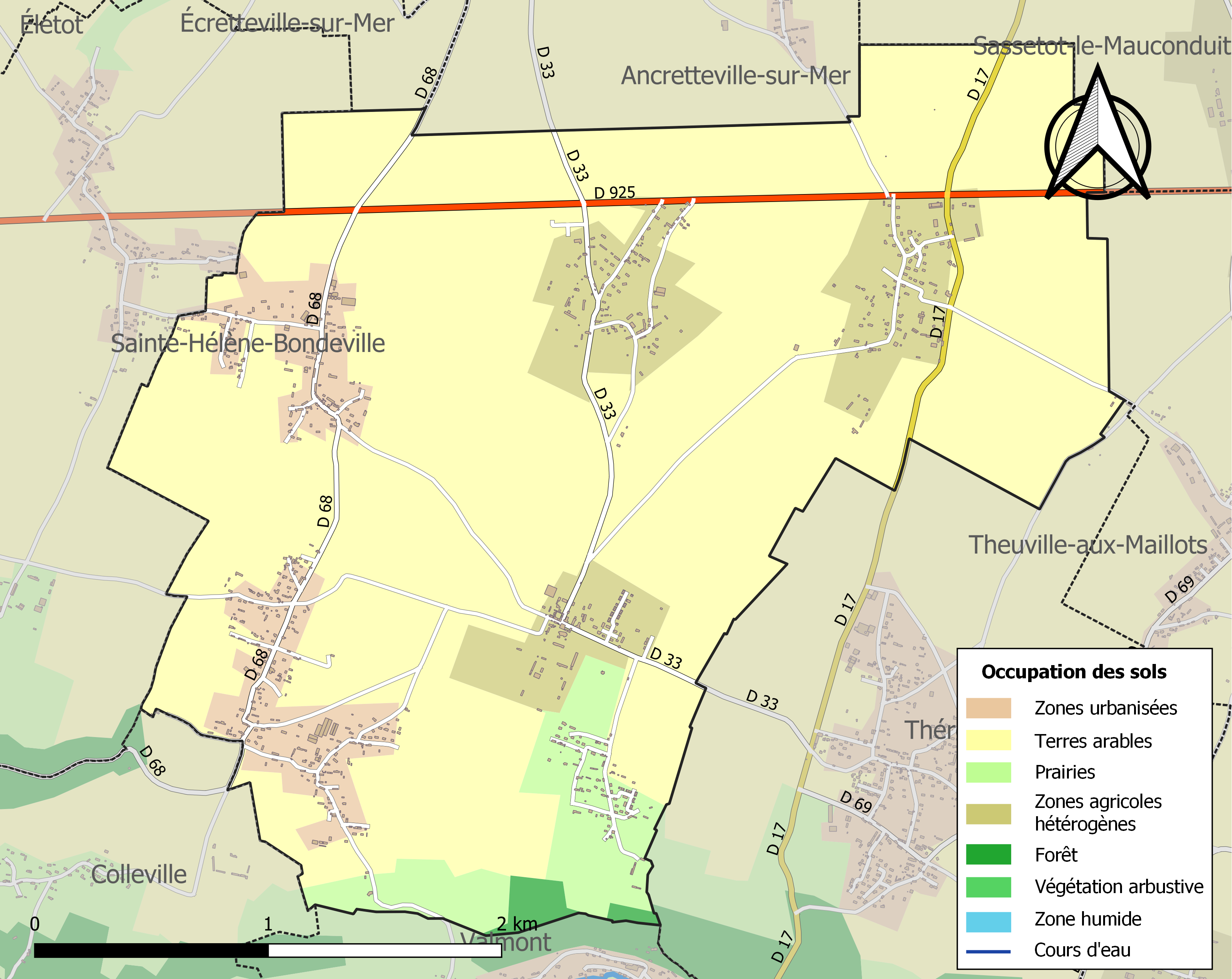
Carte des infrastructures et de l'occupation des sols de la commune en 2018 (CLC).

## Toponymie
Le nom de la localité est attesté sous les formes R. de Angeriville (Adigard des Gautries, Nomina 442) et Angerivilla en 1112, W. de Angervilla en 1240 (Archives départementales de la Seine-Maritime, 7 H), Angierville vers 1240 (H. Fr. XXIII, 290), Ecc. Sancti Martini de Angiervilla en 1231 (Arch. S.-M. G 7910), Par. Saint-Martin d'Ansgierville la Martel en 1336 (Arch. S.-M. 19 H), Notre-Dame d'Angerville en 1394 (Arch. S.-M. G 7916, 7918), Angierville la Martel en 1422 (Arch. S.-M. G 3267, 3268, 3269), Angerville la Martel en 1529 (G. 1638), Saint Martin d'Angerville la Martel en 1640 (G. 1638), Angerville en 1602 (Arch. S.-M. ii B 410), Angerville Martel en 1715 (Frémont), Angerville la Martel en 1757 (Cassini).
Le déterminant la-Martel attesté dès le XIIIe siècle, évoque la famille seigneurie des Martel. Le premier Martel dont on trouve la trace à Angerville est un certain Roger, fils de Guillaume Martel[réf. incomplète].

## Histoire
Cette commune a eu jusqu'à 1 900 habitants au XIXe siècle[réf. nécessaire].

## Politique et administration
| Période                                  | Période  | Identité       | Étiquette | Qualité |
| ---------------------------------------- | -------- | -------------- | --------- | --- |
| Les données manquantes sont à compléter. |          |                |           | |
| mars 2001                                | En cours | Laurent Vasset | DVG       | Enseignant aux lycées Descartes et Guy-de-Maupassant de Fécamp Président de l'ex-CC du canton de Valmont (2014 → 2016) Vice-président (2017 → 2022) puis président (2022 → ) de la CA Fécamp Caux Littoral Agglomération Réélu pour le mandat 2020-2026, |

## Démographie
L'évolution du nombre d'habitants est connue à travers les recensements de la population effectués dans la commune depuis 1793. Pour les communes de moins de 10 000 habitants, une enquête de recensement portant sur toute la population est réalisée tous les cinq ans, les populations de référence des années intermédiaires étant quant à elles estimées par interpolation ou extrapolation. Pour la commune, le premier recensement exhaustif entrant dans le cadre du nouveau dispositif a été réalisé en 2007.

En 2022, la commune comptait 1 081 habitants, en évolution de +5,26 % par rapport à 2016 (Seine-Maritime : +0,35 %, France hors Mayotte : +2,11 %).
| 1793  | 1800  | 1806  | 1821  | 1831  | 1836  | 1841  | 1846  | 1851  |
| ----- | ----- | ----- | ----- | ----- | ----- | ----- | ----- | ----- |
| 1 250 | 1 400 | 1 105 | 1 331 | 1 385 | 1 616 | 1 504 | 1 427 | 1 459 |

| 1856  | 1861  | 1866  | 1872  | 1876  | 1881  | 1886  | 1891  | 1896  |
| ----- | ----- | ----- | ----- | ----- | ----- | ----- | ----- | ----- |
| 1 382 | 1 409 | 1 346 | 1 339 | 1 320 | 1 208 | 1 163 | 1 112 | 1 012 |

| 1901 | 1906 | 1911 | 1921 | 1926 | 1931 | 1936 | 1946 | 1954 |
| ---- | ---- | ---- | ---- | ---- | ---- | ---- | ---- | ---- |
| 978  | 945  | 909  | 806  | 790  | 747  | 665  | 676  | 679  |

| 1962 | 1968 | 1975 | 1982 | 1990 | 1999 | 2006 | 2007 | 2012 |
| ---- | ---- | ---- | ---- | ---- | ---- | ---- | ---- | ---- |
| 623  | 594  | 538  | 589  | 659  | 672  | 827  | 850  | 926  |

| 2017  | 2022  | - | - | - | - | - | - | - |
| ----- | ----- | - | - | - | - | - | - | - |
| 1 060 | 1 081 | - | - | - | - | - | - | - |

## Culture locale et patrimoine

### Lieux et monuments
- Site agréable composé de l'église Saint-Martin, du manoir presbytéral du XVIe siècle, de la hêtraie et de la place engazonnée.
- L'église Saint-Martin a été agrandie au XVIe siècle. Le clocher est reconstruit en 1772[23] après avoir été foudroyé, il est de nouveau foudroyé et reconstruit en 1837.
- Le monument aux morts.
- La tour-lanterne à Ypreville date de 1936[24]. Due à l'architecte Alfred Nasousky, elle est construite par l'abbé Maurice en souvenir du cimetière (disparu) des lépreux. Un éclairage violet est observable au crépuscule[25].
- Le calvaire Regarde ce Christ et garde confiance, chemin d’Angerville à Daubeuf.

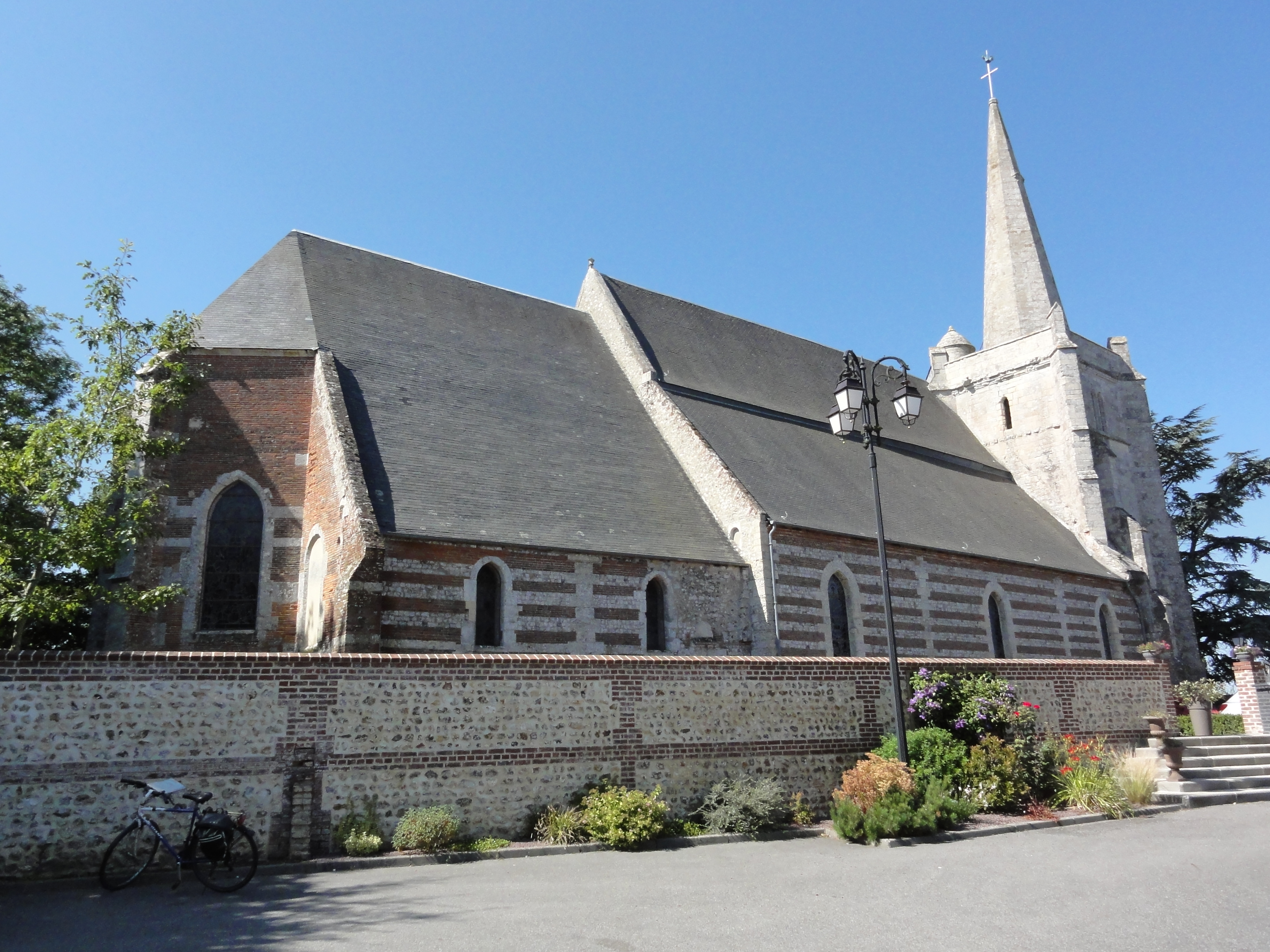
Église Saint-Martin.
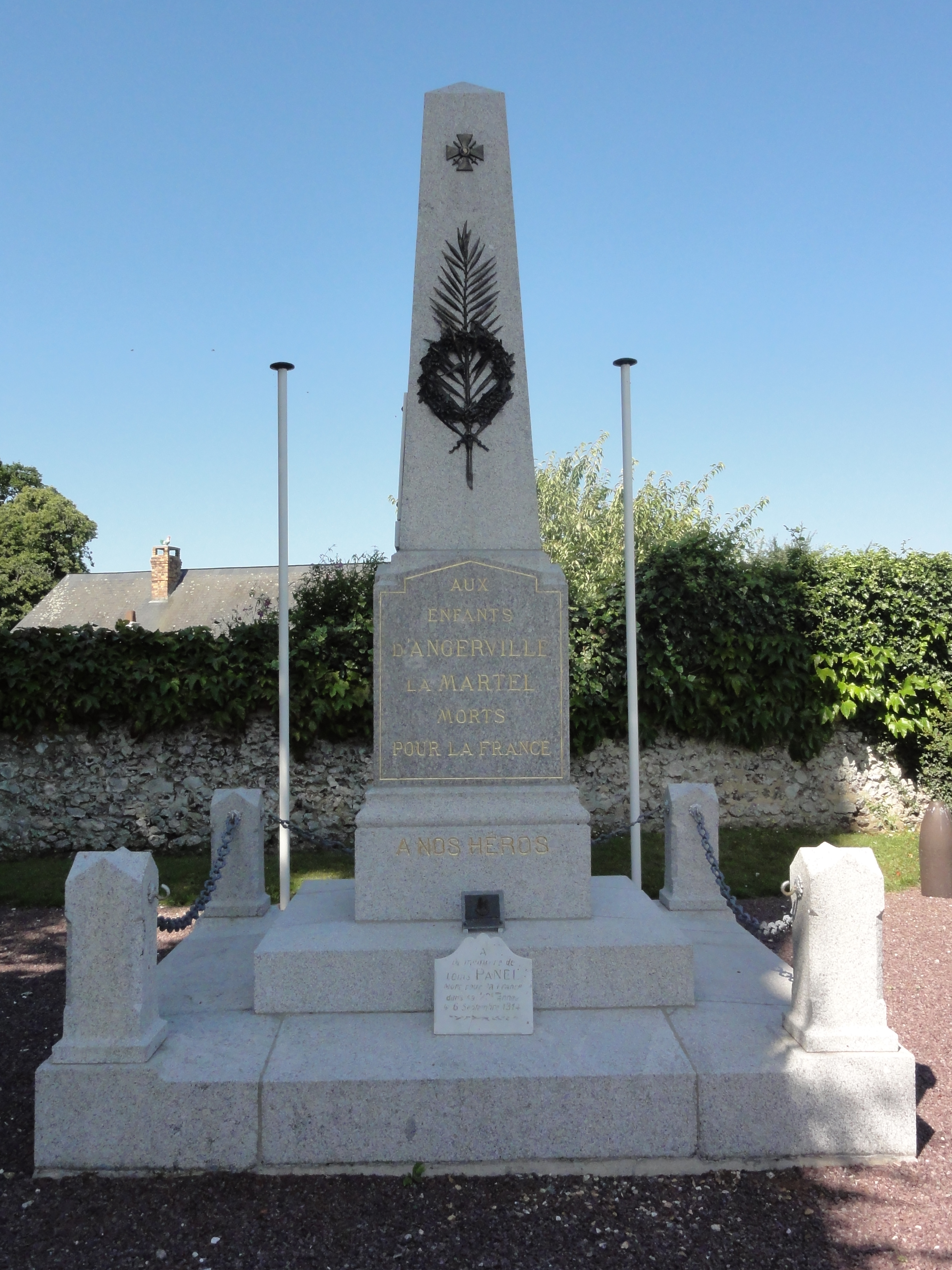
Monument aux morts.
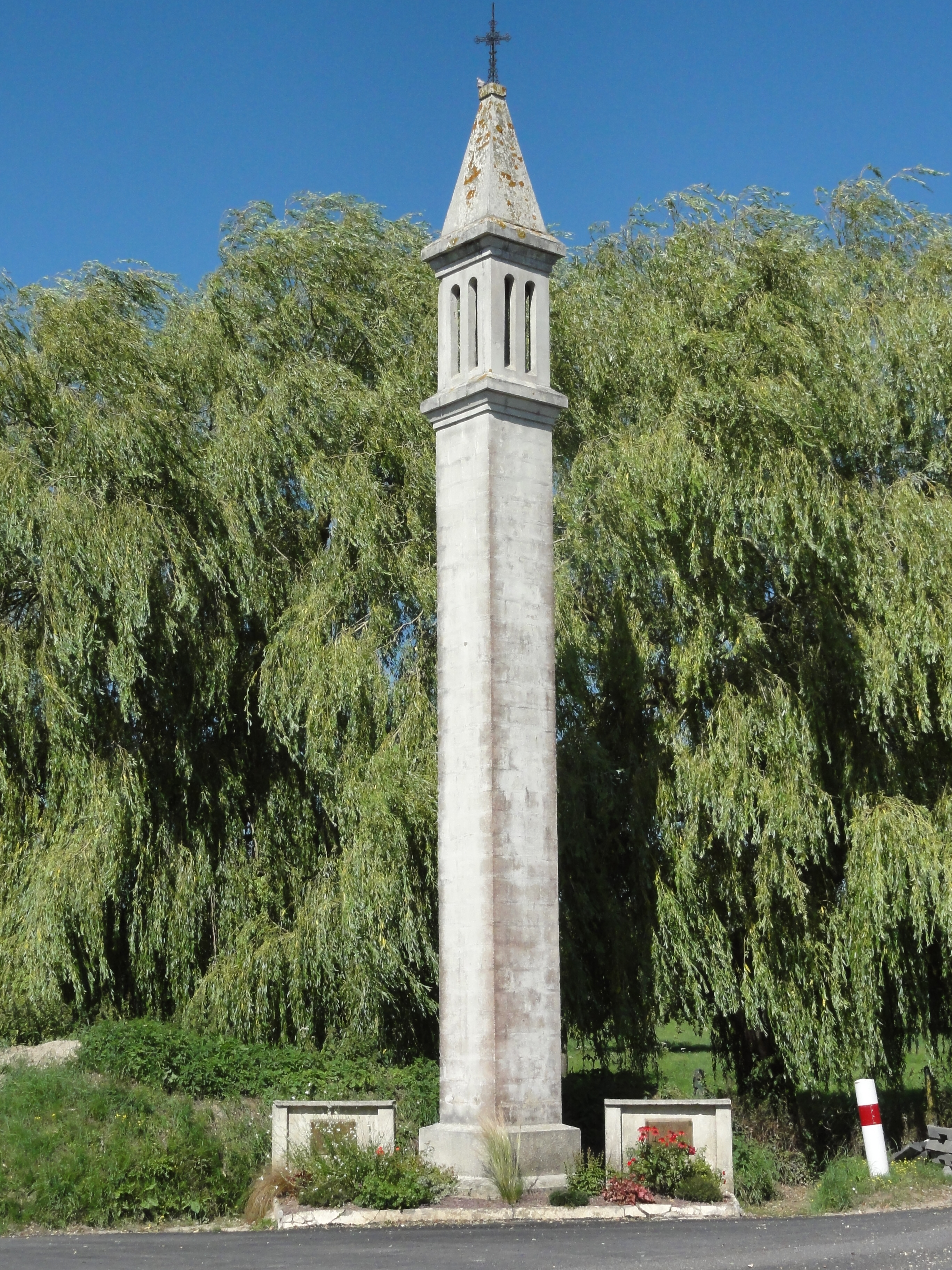
Lanterne des morts à Ypreville.